# Alba Longa
Alba Longa was een stad in Latium zo'n 19 kilometer ten zuidoosten van Rome.
Aeneas, zoon van de godin Venus en de sterfelijke Anchises, verliet volgens de legende samen met zijn zoon Ascanius het brandende Troje. Na vele avonturen, door Vergilius beschreven in zijn Aeneis, bereikten de twee de stad Laurentum aan de westkust van Italië. Aeneas trouwde met Lavinia, de dochter van de plaatselijke koning Latinus. Ter ere van haar stichtte hij in 1176 v.Chr. de stad Lavinium. Ascanius besloot in 1152 v.Chr. een nieuwe stad te bouwen onder de Albaanse berg (nu Monte Cavo). Hij noemde deze stad Alba Longa.

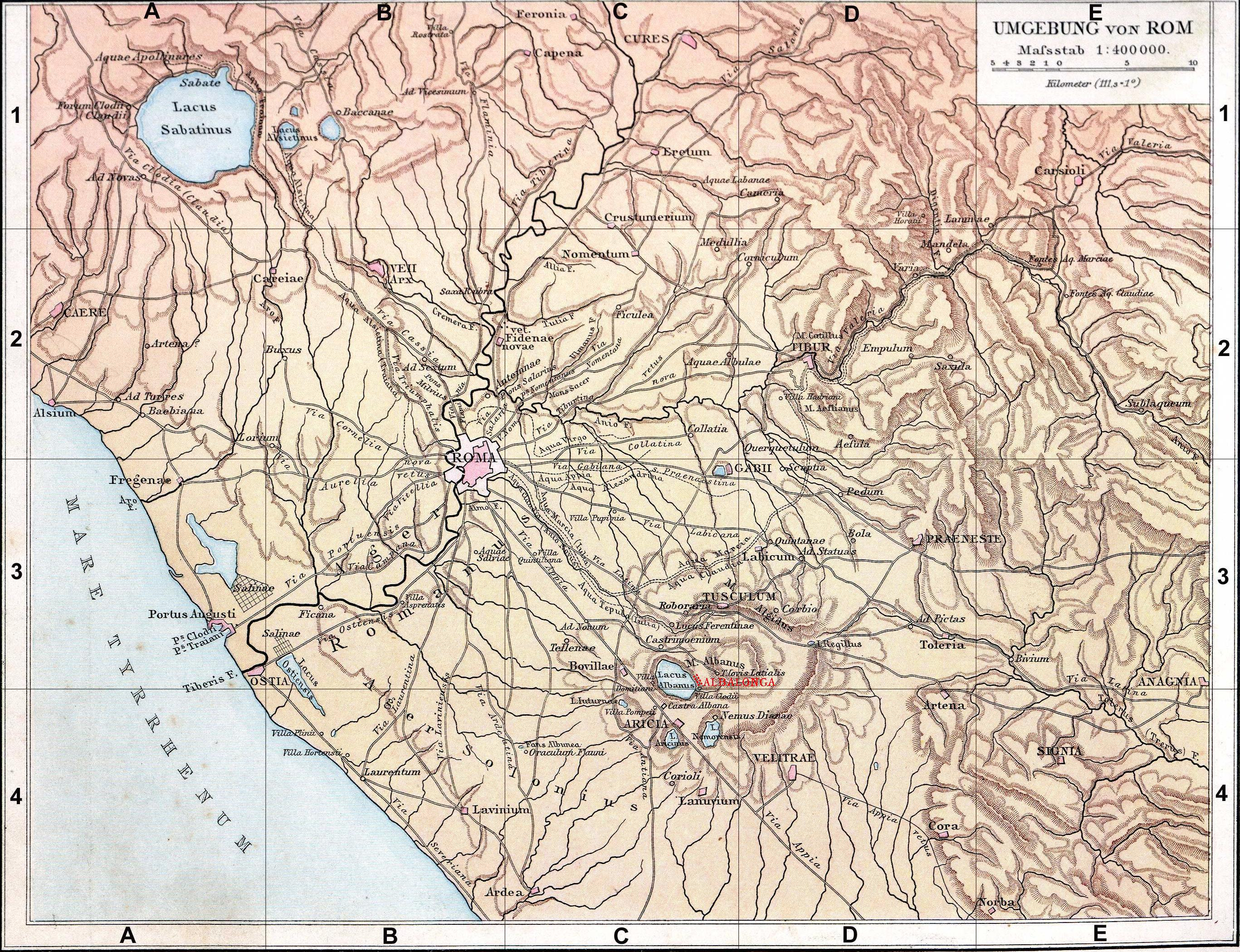
Ligging van Alba Longa ten zuiden van Rome

Volgens de - grotendeels mythologische - Romeinse overlevering werd de onderwerping van Alba Longa aan Rome, in de tijd van de Romeinse monarchie, beslist door het drievoudige duel tussen de Horatiërs en de Curatiërs.
Ascanius werd ook wel Julus genoemd. De Juliaanse familie, waartoe ook Julius Caesar behoorde, beweerde van Julus af te stammen.
Er wordt verondersteld dat het pauselijke zomerpaleis Castel Gandolfo op de plaats van de oude stad staat.

## De (mythische) koningen van Alba Longa
- Aeneas vernoemd als eerste koning door Titus Livius en Dionysius van Halicarnassus
- Ascanius - zoon van Aeneas en Creusa; regeerde gedurende 38 jaar
- Silvius - zoon van Aeneas en Lavinia, jongere halfbroer van Ascanius; regeerde gedurende 29 jaar.
- Aeneas Silvius - zoon van Silvius; regeerde gedurende 31 jaar
- Latinus Silvius - mogelijk een zoon van Aeneas Silvius; regeerde gedurende 51 jaar
- Alba Silvius - mogelijk een zoon van Latinus Silvius; regeerde 39 jaar
- Atys Silvius (volgens Livius) of Capetus (volgens Dionysius) - mogelijk een zoon van Alba Silvius; regeerde gedurende 26 jaar
- Capys Silvius - mogelijk een zoon van Atys; regeerde gedurende 28 jaar
- Capetus Silvius - mogelijk een zoon van Capys; regeerde gedurende 13 jaar
- Tiberinus Silvius - mogelijk een zoon van Capetus; regeerde gedurende 8 jaar; hij stierf in een veldslag nabij een rivier; zijn lichaam werd meegevoerd door de rivier die dan hernoemd werd tot Tiber.
- Agrippa Silvius - mogelijk een zoon van Tiberinus; regeerde gedurende 41 jaar
- Romulus Silvius (volgens Livius) of Alladius (volgens Dionysius) - mogelijk een zoon van Agrippa; regeerde gedurende 19 jaar; hij wordt een tiran genoemd die spotte met de goden; hij verschrikte de mensen door bliksemschichten naar hen te gooien; hij werd vermoord en zijn huis werd ondergedompeld in het Meer van Alba.
- Aventinus Silvius - mogelijk een zoon van Romulus Silvius; regeerde gedurende 37 jaar: de Aventijnse heuvel werd naar hem genoemd.
- Proca Silvius - mogelijk een zoon van Aventinus; regeerde gedurende 23 jaar; vader van Numitor en Amulius
- Numitor (regering) en Amulius (schatkist)
  - Amulius (alleenheerser): de jongere zoon van Procas Silvius; regeerde gedurende 42 jaar; gedood door zijn achterneven Romulus en Remus
  - Numitor (alleenheerser): oudere broer van Amulius; hij volgde hem op één jaar voor de stichting van Rome; zijn opvolger wordt niet vernoemd.
- stadhouder onder Romulus, de kleinzoon van Numitor